# Maureen Tuimalealiifano
Sifuiva Maureen Epati-Tuimalaliifano (née le 17 octobre 1970 à Saleimoa, Samoa) est une archère samoane.

## Carrière
Elle commence à pratiquer le tir à l'arc 8 mois avant les Jeux olympiques d'été de 2012 à Londres alors qu'elle est manager à la Banque Samoane. Elle s'entraîne essentiellement seule puis passe un mois en Chine auprès d'un spécialiste local qui lui apprend notamment à bien respirer pendant le tir. La poursuite des cours est entravée par une interdiction des autorités chinoises : voyant que Tuimalealiifano progresse, elles commencent à entraver la formation, autorisant le travail uniquement à distance. Elle réussit à se qualifier pour les Jeux Olympiques avec une quatrième place au tournoi de qualification océanien en janvier 2012. Elle participe ensuite à l'étape de la Coupe du monde à Shanghai en avril 2012, où elle est 90e de la qualification et éliminée au premier tour.
Elle participe à l'épreuve individuelle. Lors du classement le 27 juillet, elle prend la 63e et avant-dernière place avec un score de 520 points. Au premier tour, elle perd contre la deuxième du classement, la Coréenne Lee Sung-jin, médaillée en 2004 et championne olympique par équipe en 2012.
Elle ambitionnait également de concourir pour participer aux Jeux olympiques d'été de 2016 à Rio de Janeiro.
En 2018, elle devient avocate.
Elle devient secrétaire de la Fédération Samoane de Tir à l'arc puis le 30 novembre 2021 secrétaire du Comité olympique samoan.